# Salim-Ali-Fruchtfledermaus

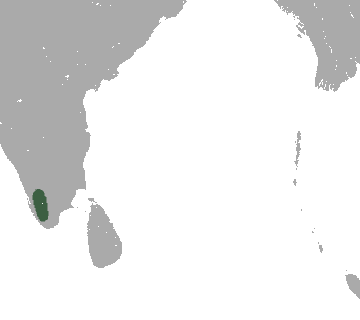
Verbreitungsgebiet der Salim-Ali-Fruchtfledermaus

Die Salim-Ali-Fruchtfledermaus (Latidens salimalii) ist ein in Indien verbreitetes Säugetier in der Familie der Flughunde und die einzige Art der Gattung Latidens.

## Entdeckungsgeschichte
Nachdem im Jahr 1948 ein einziges Exemplar der Art in den zum Gebirge Westghats zählenden High Wavy Hills gefunden wurde, erfolgte 1972 die wissenschaftliche Erstbeschreibung durch den thailändischen Zoologen Kitti Thonglongya. Das konservierte Tier befindet sich seitdem im Besitz der Naturhistorischen Gesellschaft von Bombay. Erst im April 1993 gelang die Entdeckung sechs weiterer Individuen im selben Gebiet.

## Merkmale
Mit einer Kopf-Rumpf-Länge von 102 bis 109 mm und einer Unterarmlänge von 66 bis 69 mm ist die Art eine mittelgroße Fledermaus. Mit Ausnahme des fehlenden Schwanzes entspricht sie den Vertretern der Gattung Cynopterus im äußeren Erscheinungsbild. Das kurze und weiche Fell der Oberseite besteht hauptsächlich aus dunkelbraunen bis schwarzen Haaren, wobei eingestreute hellere Haare ein gesprenkeltes Aussehen erzeugen. Auf Kinn, Kehle und Bauch kommt noch kürzeres hell-graubraunes Fell vor. An den dünnen schwarzen Ohren ist keine weiße Kante vorhanden. Auch die weißlichen Bereiche entlang der Finger, die für die Gattung  Cynopterus typisch sind, fehlen. Die Salim-Ali-Fruchtfledermaus hat wie andere Kurznasenflughunde eine Putzkralle am zweiten Finger. Ein weiteres Kennzeichen ist der auffällig große Penisknochen bei Männchen.
Im Oberkiefer befinden sich pro Seite ein Schneidezahn, ein Eckzahn, drei Prämolaren und ein breiter Molar. Im Unterkiefer ist ein weiterer Molar pro Seite vorhanden.

## Verbreitung
Das Verbreitungsgebiet liegt im Südwesten Indiens in den Bundesstaaten Tamil Nadu und Kerala. Die Art lebt im mittelhohen Bergland zwischen 800 und 1100 Meter Höhe. Sie besucht zur Nahrungssuche immergrüne Wälder, Sekundärwälder sowie Plantagen mit Kaffee und Kardamom.

## Lebensweise
Die Exemplare ruhen in Höhlen und ernähren sich hauptsächlich von Früchten sowie von Blüten. Dazu nutzen sie die Früchte von mindestens 18 Pflanzengattungen aus 16 Familien. Laut einer Studie von 2004 bevorzugt diese Fruchtfledermaus Feigen der Art Ficus racemosa. Häufig werden auch Früchte von Elaeocarpus serratus, Elaeocarpus tuberculatus und Dichapetalum gelonoides gefressen.
Bei im Februar und März aufgefundenen Weibchen war die Trächtigkeit weit vorangeschritten. Pro Wurf wird ein Jungtier geboren. Zwischen April und Juni trugen Weibchen bis zu 25 Gramm schwere Jungtiere mit sich. Manche Exemplare nutzen verlassene Gebäude als Versteck. Am Ruheplatz bilden sich Gruppen mit 4 bis 12 Mitgliedern, wobei die Tiere etwa 10 Zentimeter Abstand voneinander halten.

## Gefährdung
Störungen im Versteck sowie Umwandlung der Wälder in Kaffee- und Teeplantagen wirken sich besonders negativ auf den Bestand aus. Einige Exemplare werden von der Lokalbevölkerung wegen des Fleisches und zur Verwendung in der traditionellen Medizin gejagt. Die IUCN schätzte die Gesamtpopulation an ausgewachsenen Exemplaren auf 750. Die Salim-Ali-Fruchtfledermaus wird deshalb als stark gefährdet (endangered) gelistet.